# Ramón Fernández Mato
Ramón Fernández Mato (Cespón, 13 de mayo de 1889-Villagarcía de Arosa, 22 de noviembre de 1980) fue un periodista, médico y político liberal español, tío del escritor gallego Manuel María.

## Biografía
Nació en la parroquia coruñesa de Cespón, perteneciente al municipio de Boiro. Amigo personal de Castelao —con quien fundó de joven la revista Galicia Moza— y de Valle Inclán, fue militante de la organización agraria y anticaciquil, Acción Gallega, formación dirigida por Basilio Álvarez Rodríguez. Fundó el diario El Pueblo Gallego y la primera biblioteca marinera en Bouzas. También presidió el Real Club Celta de Vigo, el Centro Gallego de Madrid y fue miembro de la Real Academia Gallega. Como escritor, fue prolífico en obras dramáticas, muchas de ellas estrenadas con éxito en Buenos Aires.
Durante la Segunda República fue gobernador civil de Cádiz, Ciudad Real, Jaén y Málaga, así como director general de Seguridad, durante los gobiernos de Lerroux, Portela Valladares y Casares Quiroga. Incorporado al Partido del Centro Democrático, en las elecciones generales de 1936 obtuvo el acta de diputado por Lugo. Durante la guerra civil mantuvo su lealtad a las instituciones republicanas, razón por la que debió exiliarse al terminar la guerra. Residió en Cuba, Venezuela y República Dominicana, donde dirigió La Nación, diario títere del régimen dictatorial de Trujillo. En 1965 regresó a España.

## Obras

### Prosa
- El altar (obra de teatro)
- Con los ojos del recuerdo. España (ensayo)
- Galleguita (con José Ramón Lence, obra de teatro)
- Galicia como emoción y realidad (ensayo)
- Heroica cobardía (obra de teatro)
- La montaña (obra de teatro)
- La pelea gozosa (compilación de artículos)
- La retirada (con Luis Sánchez Albal, obra de teatro)
- La tragedia del delantero centro (ensayo)
- Muros de oro (obra de teatro)
- Trujillo o la transfiguración dominicana (ensayo)
- Yo quiero ser Monja (obra de teatro)

### Poesía
- Títeres del corazón